# Тростянец (Калушский район)
Тростяне́ц (укр. Тростянець) — село в Долинской городской общине Калушского района Ивано-Франковской области Украины.
Население по переписи 2001 года составляло 1319 человек. Занимает площадь 19,77 км². Почтовый индекс — 77512. Телефонный код — 3477.